# Frank-Hann-Nationalpark
Der Frank-Hann-Nationalpark (englisch Frank Hann National Park) ist ein 676 km² großer Nationalpark in der Region Goldfields-Esperance im Südwesten von Western Australia, Australien. Der Park liegt in den Great Western Woodlands 100 km nördlich von Raventhorpe und ist vom Brookton Highway bei Lake King über Schotterpisten zu erreichen. Er gehört zum Local Government Area Shire of Lake Grace.

## Geschichte
Sein Name geht auf Frank Hann zurück, einen australischen Entdecker, der das Gebiet 1901 erforschte.

## Flora
Der Park schützt die im Landesinneren gelegenen Sandebenen mit ihrer typischen Heide- und Buschlandschaft. In vielen Bereichen mit tieferen Sandböden ist Mallee als vorherrschende Vegetationsform anzutreffen.
Eukalypten-Arten sind hier verbreitet anzutreffen: Eucalyptus gracilis, Eucalyptus eremophila, Eucalyptus pileata, Eucalyptus foecunda und Eucalyptus longicornis. Folgende Banksia-Arten Banksia elderiana, Banksia lemanniana, Banksia media und Banksia violacea mit ihren auffälligen Blütenständen kommen ebenfalls verbreitet vor.
Kasuarinengewächse, Akazien- und Myrtenheiden-Arten, beispielsweise Melaleuca uncinata bilden in Buschdickichten die vorherrschenden Straucharten, unter denen wiederum beispielsweise Orchideen-Arten wachsen. In den Heidegebieten sind außerdem Federblütensträucher (Verticordia) der Arten Verticordia chrysantha, Verticordia picta, Verticordia mitchelliana und Verticordia eriocephala mit ihren auffälligen Blüten bemerkenswert.

## Fauna
In der abwechslungsreiche Heide- und Buschlandschaft sind eine Vielzahl von Eidechsen beheimatet, darunter die Arten Christinus marmoratus (Marbled Gecko), Crenadactylus ocellatus (Clawless Gecko), Ctenophorus (Crested Dragon), Cryptoblepharus plagiocephalus (Callose-palmed Shinning-skink) und der Egernia richardi (Bright Crevice Skink). Aber auch viele Froschspecies bewohnen dieses Gebiet wie Myobatrachus gouldii, Pseudophryne guentheri und Limnodynastes dorsalis.
Vögel, wie zum Beispiel der Emu, der Graubart- und Habichtfalke, Hieraaetus morphnoides (Little Eagle), die Spitzschopftaube, der Vielfarbensittich, die Buschtaube und Ardeotis australis (Australian Bustard) wurden alle innerhalb des Parks gefunden.
Daneben gibt es aber auch eine Vielzahl von Säugetieren im Nationalpark, wie der Kurzschnabeligel, Schwarzschwanz-Beutelmarder, Sminthopsis gilberti, ein Beutelmausart, Honigbeutler, das Westliche Graue Riesenkänguru, das Westliche Irmawallaby, Chalinolobus gouldii (Gould's Wattled Bat) und Notomys mitchellii (Mitchell's Hopping Mouse).